# Saraina rubrofasciata
Saraina rubrofasciata là một loài nhện trong họ Salticidae.
Loài này thuộc chi Saraina. Saraina rubrofasciata được Fred R miêu tả năm 1975. Wanless & Clark.